# J'veux du live
Albums de Alain Souchon
Collection 1984-2001
(2001) La Vie Théodore
(2005)
Singles
1. La vie ne vaut rien
Sortie : 12 février 2002

J'veux du live est le cinquième album live d'Alain Souchon, enregistré au Casino de Paris, le 29 et 30 avril et 1er mai 2002, et sorti en 2002.
L'album s'est vendu à plus de 100 000 exemplaires en France, où il est certifié disque d'or.
Le concert a également été enregistré en vidéo, permettant à Souchon de sortir son premier DVD. Le concert existe également en édition Double-DVD, qui comporte une seconde partie intitulée "J'veux du bonus" où l'on y retrouve les coulisses de la tournée, des publicités et quatre clips des chansons Rive gauche, Le Baiser, Tailler la zone et La vie ne vaut rien. L'originalité du concert tient à son enregistrement entièrement acoustique. Une autre caractéristique du concert est l'interprétation de la chanson à succès J'ai dix ans en duo avec Laurent Voulzy.

## Titres
| Édition CD | Édition CD                                | Édition CD | Édition CD | Édition CD | Édition CD | Édition CD | Édition CD | Édition CD | Édition CD |
| No         | Titre                                     | Durée      |            |            |            |            |            |            |            |
| ---------- | ----------------------------------------- | ---------- | ---------- | ---------- | ---------- | ---------- | ---------- | ---------- | ---------- |
| 1.         | La p'tite Bill elle est malade            | 3:00       |            |            |            |            |            |            |            |
| 2.         | Casablanca                                | 3:19       |            |            |            |            |            |            |            |
| 3.         | Tout m'fait peur                          | 3:57       |            |            |            |            |            |            |            |
| 4.         | Petit Tas tombé                           | 3:04       |            |            |            |            |            |            |            |
| 5.         | Ultra Moderne Solitude                    | 4:04       |            |            |            |            |            |            |            |
| 6.         | J'étais pas là                            | 2:24       |            |            |            |            |            |            |            |
| 7.         | Au ras des pâquerettes                    | 6:45       |            |            |            |            |            |            |            |
| 8.         | C'était menti                             | 4:16       |            |            |            |            |            |            |            |
| 9.         | Sous les jupes des filles                 | 4:19       |            |            |            |            |            |            |            |
| 10.        | Quand j'serai K.O.                        | 3:35       |            |            |            |            |            |            |            |
| 11.        | Portbail                                  | 2:24       |            |            |            |            |            |            |            |
| 12.        | Foule sentimentale                        | 5:35       |            |            |            |            |            |            |            |
| 13.        | La vie ne vaut rien                       | 3:47       |            |            |            |            |            |            |            |
| 14.        | Rive gauche                               | 3:35       |            |            |            |            |            |            |            |
| 15.        | Jamais content                            | 4:07       |            |            |            |            |            |            |            |
| 16.        | J'ai perdu tout ce que j'aimais           | 2:50       |            |            |            |            |            |            |            |
| 17.        | Le Baiser                                 | 4:19       |            |            |            |            |            |            |            |
| 18.        | J'ai dix ans (en duo avec Laurent Voulzy) | 3:17       |            |            |            |            |            |            |            |
| 19.        | Frenchy bébé blues                        | 3:39       |            |            |            |            |            |            |            |
| 72:25      |                                           |            |            |            |            |            |            |            |            |

| 1.  | La p'tite Bill elle est malade            |  |
| 2.  | S'asseoir par terre                       |  |
| 3.  | Casablanca                                |  |
| 4.  | Tout m'fait peur                          |  |
| 5.  | Petit Tas tombé                           |  |
| 6.  | Ultra moderne solitude                    |  |
| 7.  | L'Amour à la machine                      |  |
| 8.  | J'étais pas là                            |  |
| 9.  | J'veux du cuir                            |  |
| 10. | Au ras des pâquerettes                    |  |
| 11. | Somerset Maugham                          |  |
| 12. | C'était menti                             |  |
| 13. | Sous les jupes des filles                 |  |
| 14. | Quand j'serai K.O.                        |  |
| 15. | Portbail                                  |  |
| 16. | Foule sentimentale                        |  |
| 17. | La vie ne vaut rien                       |  |
| 18. | Rive gauche                               |  |
| 19. | Jamais content                            |  |
| 20. | C'est comme vous voulez                   |  |
| 21. | J'ai perdu tout ce que j'aimais           |  |
| 22. | Le Baiser                                 |  |
| 23. | Le Bagad de Lann-Bihoué                   |  |
| 24. | Les Filles électriques                    |  |
| 25. | J'ai dix ans (en duo avec Laurent Voulzy) |  |
| 26. | Frenchy bébé blues                        |  |

## Contributions
- Réalisation : Renaud Letang
- Enregistrements : René Weiss et Renaud Letang avec le Studio Voyageur II au Casino de Paris
- Mixage : Renaud Letang assisté de Thomas Moulin au Studio Ferber
- Mastering : Mandy Parnell au Studio The Exchange
- Fabrice Moreau : batterie
- Michel-Yves Kochmann : guitares
- Albin de la Simone : claviers

## Classement hebdomadaire
| Classement (2002)            | Meilleure position |
| ---------------------------- | ------------------ |
| Belgique (Wallonie Ultratop) | 26                 |
| France (SNEP)                | 29                 |